# 더블 팀
더블 팀(Double Team)은 미국에서 제작된 서극 감독의 1997년 액션 영화이다. 장 끌로드 반담 등이 주연으로 출연하였고 모쉬 다이아만트 등이 제작에 참여하였다.

## 출연

### 주연
- 장 끌로드 반담
- 데니스 로드맨

### 조연
- 폴 프리먼
- 미키 루크

## 제작진
- 공동제작: 릭 네이단슨
- 공동제작: 시남생
- 협력프로듀서: 리처드 G. 머피
- 미술: 마렉 도브로볼스키
- 의상: 마갈리 기다스치
- 배역: 페니 페리
- 배역: 일라나 다이아맨트

## 한국판 성우진(MBC, 1999년 9월 26일)
- 안지환 - 잭퀸 (장 끌로드 반담)
- 이우신 - 야즈 (데니스 로드맨)
- 이정구 - 스타브로스 (미키 루크)
- 김현직
- 김태훈
- 이승환
- 안장혁
- 변종필
- 김영선
- 엄태국
- 엄현정
- 윤성혜
- 이철용
- 정남
- 김민성
- 김용준
- 송준석
- 이상범
- 최수진